# 北尾佳奈子
北尾 佳奈子（きたお かなこ、1982年2月6日 - ）は、京都府向日市出身のアーティスティックスイミング（シンクロナイズドスイミング）選手。2004年アテネオリンピックシンクロチーム銀メダリスト。平安女学院高等学校、立命館大学経営学部卒業。元平安女学院職員。
2005年よりシルク・ドゥ・ソレイユのメンバーに加わりラスベガスを拠点に公演を行っている。2010年にアメリカ人と結婚し、米国籍を取得。スペンドラブ佳奈子として2017年世界水泳選手権にビル・メイと組んで混合デュエットに出場し銅メダルを獲得している。